# Чорногорці в Німеччині
Чорногорці, які проживають у Німеччині (англ. Montenegriner in Deutschland), підтримуються та представлені різними асоціаціямиЇх налічується близько 30 000. Деякі чорногорці іммігрували протягом 1960-х і 1970-х років як гастарбайтери («гастарбайтери»), коли Чорногорія ще була частиною Югославії. Меншість прибула як біженці під час югославських воєн у 1990-х роках.
Деякі чорногорці все ще хочуть мігрувати до Німеччини, особливо з північних районів Чорногорії. У 2015 році близько 6 000 осіб намагалися потрапити до Німеччини у пошуках притулку, але їм це не вдалося У 2016 році 683 чорногорці отримали дозвіл на роботу. У 2017 році ця цифра зросла до 876. У 2018 році Німеччина полегшила чорногорцям отримання дозволу на роботу.